# Anna Drijver
Anna Drijver (Den Haag, 1 oktober 1983) is een Nederlands actrice, model, schrijfster, zangeres en podcastmaker.

## Biografie
Drijver is afkomstig uit de architectenfamilie van Peter Drijver en Mieke Bosse, opgroeiend in onder meer een woongroep met communistische sympathieën in het Haagse kraakpand De Blauwe Aanslag. Haar ouders omschreven haar in 2009 als lastpak, ze wilde alles te snel. Drijver volgde het gymnasium aan het Vrijzinnig-Christelijk Lyceum. Ze werkte vanaf haar veertiende enige jaren als model. Ze trok als gevolg daarvan de gehele wereld over en was enige tijd model voor Frans Molenaar.

### 2000-2009
Ze heeft in 2003 in Goede tijden, slechte tijden gespeeld, had een hoofdrol in de BNN-televisieserie Bitches en was in 2005 te zien in figurantenrollen in de films Flirt en Het Schnitzelparadijs. Na haar opleiding bij Theaterschool de Trap, studeerde ze tussen 2004 en 2008 aan de Amsterdamse Toneel en Kleinkunst Academie.
In 2008 speelde zij een hoofdrol in de film Bride Flight. In datzelfde jaar vertolkte Drijver de rol van Aphrodite, de godin van de liefde, in de Nederlandse versie van het computerspel God of War III.
Ze vertolkte een rol in het vierde seizoen (2009-2010) van de televisieserie De co-assistent. In de film Komt een vrouw bij de dokter (2009, gebaseerd op het gelijknamige boek van Kluun) speelde Drijver de rol van Roos, de vrouw met wie hoofdpersonage Stijn (gespeeld door Barry Atsma) vreemdgaat terwijl zijn vrouw Carmen (gespeeld door Carice van Houten) aan borstkanker lijdt. In datzelfde jaar speelde ze in de telefilm Stella's oorlog de rol van Sita.

### 2010-2019
In 2010 speelde Drijver in de mini-televisieserie Bellicher de rol van Kirsten. Sinds dat jaar speelde ze mee in De vloer op van de Humanistische Omroep. Op het witte doek speelde ze in de Nederlandse remake van de Vlaamse film Loft de rol van Ann Marai.
Drijver is ook toneelactrice, en speelde onder meer in Buitengewoon binnen, onder regie van Job Raaijmakers, in Uitgedokterd en in 90 minuten onder regie van Ola Mafaalani. In 2010 speelde ze in de voorstelling Niet zo bedoeld, in theater Bellevue, geschreven en geregisseerd door Benja Bruijning.
Je blijft, Drijvers eerste roman, verscheen in 2010.
In 2011 was ze een van de kandidaten van Wie is de Mol?, waarin ze in de achtste aflevering afviel. Later dat jaar werd zij onderscheiden met de Gouden Notekraker voor de meest opvallende, artistieke dan wel spraakmakende televisie-uiting van het afgelopen seizoen.
In 2012 speelde Drijver in het toneelstuk Rain Man, een toneelbewerking door De Utrechtse Spelen onder regie van Jos Thie, gebaseerd op de gelijknamige film. Ze vertolkte de rol van Susan, de vriendin van Charlie Babbitt.
Daarnaast schrijft Drijver samen met Hanna Bervoets voor het tijdschrift Viva de column Anna en Hanna, waarin ze samen actualiteiten bespreken.
In 2016 speelde ze Katrine Fonsmark in een negen uur durende theaterversie van de Deense televisieserie Borgen. Vanaf december 2016 was zij de voice-over in de reclameboodschappen van de bouwmarktketen Karwei.
Ze bewerkte het scenario voor de romantische komediefilm Weg van Jou (2017), geschreven door Jacqueline Epskamp.
Vanaf maart 2018 speelde Drijver samen met haar vriend Benja Bruijning een koppel in de televisieserie Nieuwe buren.

### 2020-heden
In 2021 speelde ze Anna II in het operastuk Kurt Weill: The Seven Deadly Sins van De Nationale Opera tijdens de Opera Fast Forward (dat als gevolg van de coronacrisis een online event werd).
Op 11 december 2021 liet ze zich schilderen in het programma Sterren op het Doek van Omroep MAX.
Voor de Stichting Collectieve Propaganda van het Nederlandse Boek (CPNB) stelt Drijver in 2023 een verhalenbundel samen met verhalen van verschillende schrijvers. Het werd getiteld Zomeravond.  In de inleiding maakte ze melding van een toenemende slechthorendheid.
Drijver maakte de podcasts Traanjagers (samen met Anne-Goaitske Breteler, uitgebracht door Dag en Nacht Media), Camera Loopt (van 2018 tot 2021 uitgebracht door Dag en Nacht Media en Nooit Gezien (samen met Gijs Wilbrink en Ivo van Aart; vanaf november 2022 uitgebracht door Dag en Nacht Media).
In 2023 gaf ze samen met Adelheid Roosen, Naomi van der Linden en Nazmiye Oral onder leiding van Ola Mafaalani workshops onder de titel Vrouwen in bad.
In 2024 deed Drijver mee aan het televisieprogramma Waku Waku.

## Privéleven
Drijver woont samen met acteur Benja Bruijning, met wie ze een dochter en een zoon heeft.